# 데스스마일즈 II
《데스스마일즈 II: 마계의 메리 크리스마스》는 케이브가 개발한 2009년 진행형 슈팅 게임이다. 케이브가 개발한 세 번째 횡스크롤 슈팅 게임으로 2007년 《데스스마일즈》의 후속작이다.
아케이드로 먼저 출시한 후 2010년 엑스박스 원 이식판이 발매됐다. 2021년, 시티 커넥션이 배급한 합본 《데스스마일즈 I・II》에 수록돼 플레이스테이션 4, 닌텐도 스위치, 엑스박스 원 및 마이크로소프트 윈도우로 발매됐다.

## 반응
일본 잡지 〈패미통〉은 엑스박스 360판에 40점 만점에 30점을 부여했다.

## 참조

### 내용주
1. ↑  영어: Deathsmiles II, 일본어: デススマイルズII 魔界のメリークリスマス